# Matalavilla
Matalavilla es una localidad española que forma parte del municipio de Palacios del Sil, en la provincia de León, comunidad autónoma de Castilla y León.

## Geografía

### Ubicación
| Noroeste: Palacios del Sil | Norte: Palacios del Sil | Noreste: Palacios del Sil |
| Oeste: Susañe del Sil      |                         | Este: Valseco             |
| Suroeste Páramo del Sil    | Sur: Primout            | Sureste: Salentinos       |

## Demografía
Evolución de la población
| Gráfica de evolución demográfica de Matalavilla entre 2000 y 2017  |
|                                                                    |
| Población de derecho (2000-2017) según el padrón municipal del INE |